# Xã Perry, Quận Martin, Indiana
Xã Perry (tiếng Anh: Perry Township) là một xã thuộc quận Martin, tiểu bang Indiana, Hoa Kỳ. Năm 2010, dân số của xã này là 5.093 người.